# Sembaturagung
Sembaturagung is een bestuurslaag in het regentschap Pati van de provincie Midden-Java, Indonesië. Sembaturagung telt 2685 inwoners (volkstelling 2010).